# Stellan Skarsgård
Stellan Skarsgard (13. lipnja 1951.), švedski glumac, poznat i u SAD-u.

## Životopis
Rodio se u Göteborgu, Švedska. Tijekom djetinjstva mnogo se selio, jedno od mjesta gdje je živio je i Uppsala. Veoma je rano počeo filmsku karijeru, te je već u 20. godini imao dosta iskustava, većinom na televiziji. U 40 godina dosadašnje karijere ostvario je sedamdesetak uloga. 
Ima sinove Alexandra i Gustafa, koji su također uspješni glumci.
Paul Bettany i Jennifer Connelly svom sinu dali su ime Stellan po njemu.
Najpoznatiji filmovi na engleskom su mu "Lomeći valove", "Dobri Will Hunting", "Lov na Crveni oktobar", "Kralj Arthur" i u dva filma trilogije Pirata s Kariba: "Mrtvačeva škrinja" i "Na kraju svijeta".

Bio je kandidat za film "Schindlerova lista", pa ga gledatelji često znaju zamijeniti s Liamom Neesonom.

## Vanjske poveznice
- Stellan Skarsgård u internetskoj bazi filmova IMDb-u (engl.)